# Poeciloxestia carlyslei
Poeciloxestia carlyslei är en skalbaggsart som beskrevs av Lúcia Maria de Campos Fragoso 1978. Poeciloxestia carlyslei ingår i släktet Poeciloxestia och familjen långhorningar. Inga underarter finns listade i Catalogue of Life.